# الضبري (أسلم)

تعديل مصدري - تعديل

الضبري هي إحدى قرى عزلة أسلم الشام بمديرية أسلم التابعة لمحافظة حجة، بلغ تعداد سكانها 226 نسمة حسب تعداد اليمن لعام 2004.